# Bøtø Nor Pumpestation
Bøtø Nor Pumpestation er en en pumpestation, der blev opført i 1871 i forbindelse med landvinding af Bøtø Nor på Falster. Bygningen blev fredet i 1970 og indeholder nu en udstilling om stormfloden 1872.

## Historie
Bøtø Nor var en kystlagune der var omkring 15 km lang, 1 km bred og op til 2,8 m dyb på sydfalster..
Nogle kilder hævder at ideen om at indvinde Bøtø nord blev præsenteret første gang i 1762 og at der blev foretaget et ikke-succesfludt forsøg på at dræne den lavvandede del af området i 1790. Andre kilder hævder at Niels Ditlev Riegels fremlagd eet første foreslag om at indvinde området i 1795, men at det ikke blev realiseret.
I 1860 blev planerne genoplivet af Edward Tesdorpf. Tesdorpf var en priment politiker og formand for Landhusholdningsselskabet, og han ejede Orupgaard og Gjedsergaard. Han fremlagde projektet som en model for andre lignende projekter andre steder i landet. Han var drivkraften bag etableringen af I/S Bøtø Nors Udgravnings- og Inddæmnings-selskab. Der blev opført et 19 km langt dige i en højde 3 m langs kysten, og der blev gravet et system af kanaler. Bøtø Nor Pumpestation blev opført ved Marrebæk i 1870-1871. Den indeholdt en dampmaskine fra Burmeister & Wain og en Arkimedesskrue i træ.
Stormfloden 1872 oversvømmede store dele af Falster, og ødelagde diget flere steder, men pumpestationen blev ikke ødelagt. Der blev foretaget udbedringer af skaderne fra 1873-1875.
Pumpestationen blev moderniseret i 1901. Den gamle B&W-motor blev erstattet med en ny motor fra Atlas. Arkimedesskruen af træ blev erstattet af én udført i stål, og der blev tilføjet yderligere en arkimedesskrue, der blev drevet af vindenergi. Sidstnævnte blev fjernet igen i 1919.
Der blev etableret yderligere en lille pumpestation til at supplere den gamle ved spidsbelastning i 1949.
den gamle Bøtø Nor Pumpestatoin blev taget ud af drift, da en ny pumpstation blev indviet i 1967. Den nye pumpestation blev etableret for 2 mio. kr. Den første af seks elektriske pumper blev startet i 15. november 1979.
I forbindelse med oprensning af kanalen ved pumpestationen i 1988 fandt man vraget af et skib fra begyndelsen af 1300-tallet, der blev kaldt Gedesbyskibet. En rekonstruktion af vraget, kaldet Agnete, blev bygget på Middelaldercentret ved Nykøbing Falster.